# Gorenje Mokro Polje
Gorenje Mokro Polje este o localitate din comuna Šentjernej, Slovenia, cu o populație de 50 de locuitori.